# Puig Cornador (les Llosses)
El Puig Cornador és una muntanya de 1.229 metres que es troba al municipi de Les Llosses, a la comarca catalana del Ripollès. Està situat al sector meridional del terme, a ponent de Santa Margarida de Vinyoles (una hora a peu) i a llevant del Puigdon. Des del capdamunt del cim s'observen unes bones vistes de la contrada, ja que es tracta d'uns dels punts més enlairats del sector. Les vistes a migdia abarquen el Lluçanès, Montserrat i el Montseny, mentre que a l'est es pot intuir el Puigsacalm i les serres transversals. Les principals vies d'accés són des del poble d'Alpens pel GR-1 i el sender de petit recorregut PR-50 o bé des de Les Llosses, pel GR-1 des del Cremat o pel PR-50 des de Santa Maria de les Llosses.
Aquest cim està inclòs al llistat dels 100 cims de la FEEC. 